# Curtis Edwards
Curtis Garry Edwards, född 12 januari 1994 i Middlesbrough, är en engelsk fotbollsspelare som spelar för Notts County.

## Karriär
Edwards spelade som ung för Middlesbrough FC:s akademi. 2015 kom han till svenska division 3-klubben Ytterhogdals IK.
I juli 2016 värvades Edwards av allsvenska Östersunds FK. Han gjorde allsvensk debut den 6 augusti 2016 i en 4–0-vinst över GIF Sundsvall.
Den 31 juli 2019 värvades Edwards av Djurgårdens IF, där han skrev på ett 3,5-årskontrakt.
Den 13 februari 2022 värvades Edwards av norska Stabæk, där han skrev på ett tvåårskontrakt.
Den 1 februari 2024 blev Edwards klar för Woking i National League. I juni 2024 skrev han på ett tvåårskontrakt med Notts County.